# Liste der Naturdenkmale in Böttingen
| Naturdenkmale | Anzahl |
| ------------- | ------ |
| FND           | 1      |
| END           | 4      |
| Gesamt        | 5      |

Die Liste der Naturdenkmale in Böttingen nennt die verordneten Naturdenkmale (ND) der im baden-württembergischen Landkreis Tuttlingen liegenden Gemeinde Böttingen. In Böttingen gibt es insgesamt fünf als Naturdenkmal geschützte Objekte, davon ein flächenhaftes Naturdenkmal (FND) und vier Einzelgebilde-Naturdenkmale (END).
Stand: 20. August 2020.

## Flächenhafte Naturdenkmale (FND)
| Name                     | Bild | Kennung     | Einzelheiten | Position | Fläche Hektar | Datum        |
| ------------------------ | ---- | ----------- | ------------ | -------- | ------------- | ------------ |
| Götzenaltar              |      | 83270060004 | Böttingen    | ⊙        | 0,0           | 6. Aug. 1991 |
| Legende für Naturdenkmal |      |             |              |          |               |              |

## Einzelgebilde (END)
| Name                             | Bild | Kennung     | Einzelheiten | Position | Fläche Hektar | Datum        |
| -------------------------------- | ---- | ----------- | ------------ | -------- | ------------- | ------------ |
| Obere Hoflinde                   |      | 83270060003 | Böttingen    | ⊙        | 0,0           | 6. Aug. 1991 |
| 1 Buche im Lippachöschle         | BW   | 83270060001 | Böttingen    | ⊙        | 0,0           | 6. Aug. 1991 |
| 1 Hoflinde beim Allenspacher Hof |      | 83270060005 | Böttingen    | ⊙        | 0,0           | 6. Aug. 1991 |
| 1 Zwergbuche                     | BW   | 83270060002 | Böttingen    | ⊙        | 0,0           | 6. Aug. 1991 |
| Legende für Naturdenkmal         |      |             |              |          |               |              |